# Kitten (The X-Files)
«Kitten» es el sexto episodio de la undécima temporada de la serie de televisión estadounidense de ciencia ficción The X-Files. El episodio fue escrito por Gabe Rotter y dirigido por Carol Banker. Se emitió el 7 de febrero de 2018 en Fox. El lema de este episodio es «A war is never over» («Una guerra nunca termina»).
El programa se centra en agentes especiales del FBI que trabajan en casos paranormales sin resolver llamados expedientes X; centrándose en las investigaciones de Fox Mulder (David Duchovny) y Dana Scully (Gillian Anderson) tras su reincorporación al FBI. En este episodio, Walter Skinner (Mitch Pileggi) desaparece después de recibir un mensaje inquietante de su pasado. Mulder y Scully están a cargo de encontrarlo, pero a medida que comienzan a descubrir sus secretos, comienzan a preguntarse si pueden confiar en él.

## Argumento
En 1969, durante la guerra de Vietnam, un pelotón del Cuerpo de Marines de los Estados Unidos en el que está Walter Skinner y John «Gatito» James, tiene la misión de escoltar una caja marcada como «MK NAOMI» a un punto de encuentro. Caen bajo fuego enemigo cuando llegan a la zona de aterrizaje y se ven obligados a refugiarse con un grupo de civiles en la choza de una aldea. Skinner regresa para ayudar a un soldado herido, la caja se daña por los disparos y John «Gatito» queda expuesto a un gas amarillo que sale de ella. Cuando regresa a la cabaña, Skinner descubre que John ha asesinado a los civiles.

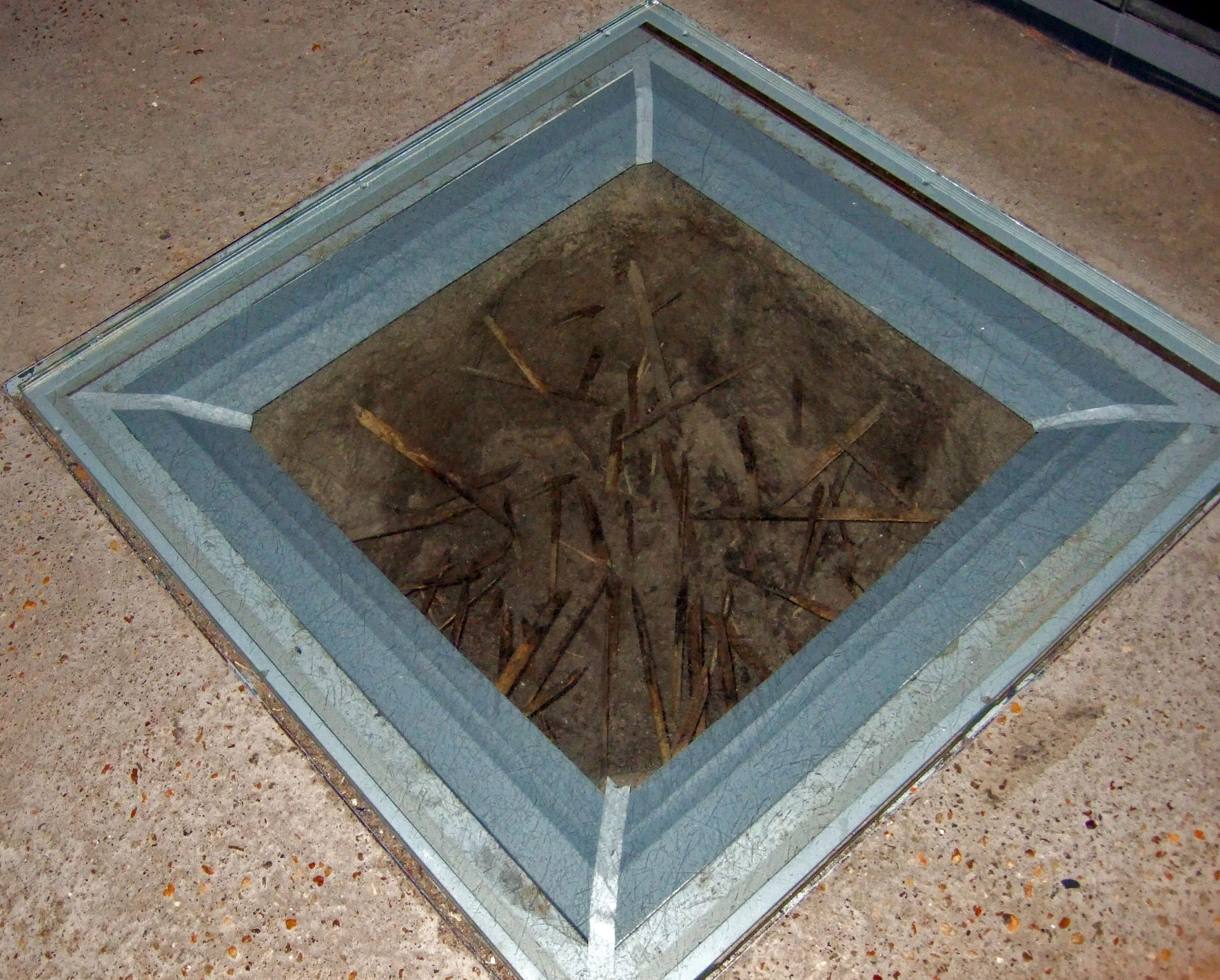
Foso con estacas punji exhibidas en el National Museum of the Marine Corps

En el presente, el director del FBI, Alvin Kersh, llama a Fox Mulder y Dana Scully y les informa que Skinner ha desaparecido sin explicación. Los agentes registran la casa de Skinner y descubren que le enviaron por correo una oreja humana disecada y una nota que pone «los monstruos están aquí». Mulder identifica el origen del paquete como procedente de la ciudad de Mud Lick, Kentucky. Durante su estancia en la ciudad, Scully descubre que el registro de servicio de Skinner y los registros de su pelotón están clasificados como de alto secreto. Mulder y Scully encuentran el cuerpo del médico local en la morgue, sin una oreja. Mulder descubre de que la víctima fue asesinada por una estaca Punji, una trampa del Viet Cong. Scully le pregunta al sheriff sobre la histeria masiva que se apodera de la ciudad asegurando haber visto un monstruo acechando en el bosque y la inexplicable pérdida de dientes de los vecinos.
El cuerpo de Banjo, otro veterano de Vietnam, se encuentra en el fondo de un foso punji. Una «cámara de ciervos» cercana, utilizada por los cazadores para detectar ciervos en la zona, registró la muerte de Banjo y muestra a Skinner acercándose al foso poco después de que Banjo cayera. Mulder y Scully pierden el apoyo de las autoridades locales cuando admiten que Skinner es su jefe, y no pueden convencer al sheriff de que es inocente. Mulder continúa mirando el video y ve a una figura merodeando en el bosque: el «monstruo» que aterroriza a la ciudad, que Mulder inmediatamente descarta como un monstruo y lo identifica como una persona disfrazada.
Skinner se acerca a Davey James, el hijo de John «Gatito» James, en su cabaña del bosque. Davey acusa a Skinner de no haber ayudado a su padre, y cuenta que John se volvió cada vez más violento después de haber estado expuesto al MK NAOMI y que fue sometido a una corte marcial tras su regreso a casa. John fue condenado a pasar 38 años en un centro de salud mental a las afueras de Mud Lick, en parte debido al testimonio de Skinner. Davey revela que todos los soldados expuestos a MK NAOMI fueron enviados a la misma instalación y continuaron experimentando con ellos, lo que implica que la exposición inicial de John fue orquestada por el gobierno. Inicialmente, un intento de convertir a los soldados en armas de guerra más eficientes al canalizar su miedo en agresión, el alcance de MK NAOMI se expandió para convertirse en un medio para controlar las mentes de las personas.
Skinner le pide a Davey que lo lleve con John. Davey lo lleva a un árbol donde John se ahorcó después de salir de la institución. Cuando se acerca al cuerpo de John, Skinner cae en otro foso punji y es atravesado por una estaca. Davey lo abandona cuando Mulder y Scully llegan, después de haber investigado a los veteranos de Vietnam de la zona. Davey afirma no conocer a Skinner y comienza a despotricar sobre una conspiración del gobierno para controlar a la población con el MK NAOMI, que según él es una versión perfeccionada del MK ULTRA. Los agentes aparentemente aceptan su explicación y se van, pero Mulder sospecha de Davey después de ver las fotos de John y Skinner en su cabaña. Regresa y registra la cabaña encontrando el disfraz de «monstruo» del video. Los gritos de socorro le llevan al foso punji donde se encuentra Skinner. Davey intenta tenderles una emboscada pero es asesinado por una de sus trampas.

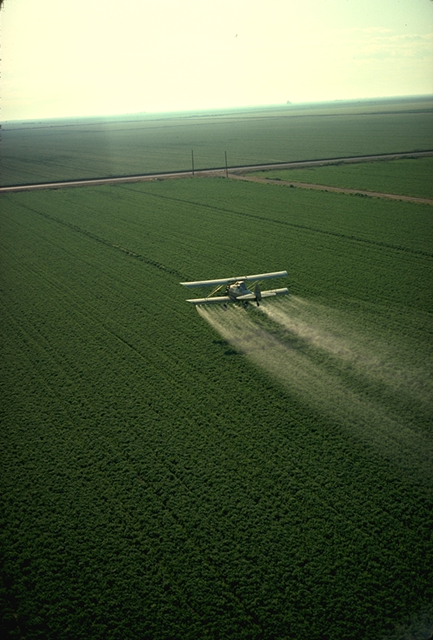
Una avioneta de fumigación

Mientras Scully cura las heridas de Skinner, le preguntan sobre la afirmación de Kersh de ser ellos los responsables del estancamiento en la carrera de Skinner. Skinner admite que su experiencia anterior con John y el MK NAOMI en Vietnam le hizo una muesca en su fe y confianza en el gobierno, pero la disposición de los agentes a seguir la verdad donde sea, restauró su fe en las personas. Decide regresar a Washington y usar su posición para luchar contra el abuso de poder del gobierno. Cuando Skinner se va, uno de sus dientes se cae, lo que implica que ha estado expuesto a MK NAOMI. En el epílogo, se ve a una avioneta que rocía un campo con un gas amarillo mientras se escuchan las advertencias de Davey sobre las conspiraciones del gobierno.

## Producción
Después de la décima temporada, el actor Mitch Pileggi le comentó al creador de la serie, Chris Carter, la escasa aparición de su personaje: «La temporada pasada estuve quejandome por no tener suficiente tiempo de pantalla o por no tener nada que hacer en el programa. Y en un momento cuando estaba hablando con Chris al respecto, le dije: “¿Es realmente difícil escribir sobre Skinner?” Y él dijo “No”. Y yo dije “Bueno, ¿cómo es que no lo hemos hecho?”, él se reía». «Es gracioso, porque Gabe Rotter estaba allí parado, escuchando esta conversación, y dijo que fue cuando se le encendió una luz en su cabeza».

### Rodaje
El rodaje de la temporada comenzó en agosto de 2017 en Vancouver, Canadá, donde se filmó la temporada anterior, junto con las cinco primeras temporadas del programa.

### Reparto
El episodio presenta el regreso de James Pickens Jr. como Alvin Kersh, que apareció por última vez en el episodio final de la novena temporada que se emitió en mayo de 2002. También está como protagonista invitado Haley Joel Osment, interpretando un doble papel de padre como John «Gatito» James, en flashbacks, y de hijo como Davey James, en el presente, cuyo casting se anunció en octubre de 2017. El papel del joven Walter Skinner fue interpretado por el sobrino de Mitch Pileggi, Cory Rempel.
El episodio fue escrito por el productor Gabe Rotter, su primer crédito de la serie. Anteriormente, Rotter había sido asistente de guionistas durante la novena temporada. Fue dirigido por Carol Banker, supervisora de guiones de la serie original y que también dirigió un episodio de Los pistoleros solitarios.

## Recepción
En su emisión inicial en los Estados Unidos el 7 de febrero de 2018, recibió 3,74 millones de espectadores, lo que fue un poco más que la semana anterior, que tuvo 3,64 millones de espectadores.
«Kitten» recibió críticas, en general, positivas de los críticos. En Rotten Tomatoes tiene una aprobación del 71 % con una calificación promedio de 6,44 de 10 basado en 7 revisiones.